# Сокин, Алексей Анатольевич
Алексе́й Анато́льевич Со́кин (род. 15 мая 1979, Омск, РСФСР, СССР) — российский политический деятель, член Совета Федерации от Законодательного Собрания Омской области в 2011—2012 годах. Депутат Омского городского Совета в 2007—2011 годах и с 2012 года, в 2012—2017 годах — заместитель председателя.

## Биография
Алексей Сокин родился 15 мая 1979 года в Омске в семье педагогов. Его отец — художник, скульптор, мастер по ковке из металла и художественных витражей, мать — учитель русского языка и литературы, младший брат Иван — архитектор, проектировщик. В 1996 году Сокин окончил школу № 10, позже окончил два факультета ОмГУ — исторический (2001) и юридический (2010). Он женат, воспитывает сына Макара.
В 2002—2007 годах Сокин был помощником депутата Омского городского совета Александра Кивича. В 2005—2006 годах прошёл обучение в региональном проекте «Школа молодого политика», в октябре 2006 года выиграл конкурс на участие в федеральном проекте «Школа молодого лидера местного самоуправления». В 2000—2002 годах состоял в партии «Единство», в январе 2006 года вступил в партию «Единая Россия». С 2004 года является членом Общественной коалиции Омской области. С 2009 года — руководитель исполкома Омского регионального отделения «Всероссийского Совета местного самоуправления». 11 марта 2007 года был избран депутатом Омского городского совета и стал заместителем председателя комитета по вопросам местного самоуправления, законности и правопорядка, но депутатские полномочия были досрочно прекращены в связи с избранием сенатором.
Сокин заседал в Совете Федерации с 30 марта 2011 года по 28 марта 2012 года. В 2012, 2017 и 2022 годах переизбирался в Омский городской совет. В 2021 году Сокин возглавил омское бюджетное учреждение «Центр компетенций по вопросам городской среды».